# ChueLee
ChueLee ist eine Mundart-Musikgruppe aus der Schweiz. Christian Duss und Martin Schwarzentruber gehören mit jährlich weit über 100 Auftritten und inzwischen mehreren 10'000 verkauften CDs zu den gefragtesten Live-Künstlern in der Deutschschweiz. Mit allen ihren Alben haben sie auf Anhieb den Einstieg in die Schweizer Musikcharts geschafft. Markenzeichen der beiden sind Kleidung, Musikinstrumente und zeitweise sogar ein eigener Traktor im Kuh-Look.
Im Jahre 2007 erhielt das Duo den Prix Walo, die bedeutendste Auszeichnung im Schweizer Showbusiness.

## Bandgeschichte
Die Bauernsöhne Christian Duss und Willy Vogel sind zusammen aufgewachsen. Sie gingen in dieselbe Schule und liebten von klein auf die Musik. Im Jahre 2000 gründeten sie die Formation ChueLee. Ihr Mix aus Rock, Pop, Mundart und volkstümlichen Elementen machte sie schnell zu einer festen Grösse der Schweizer Mundart-Musikszene. Während bei der Gründung noch Ex-Musiker der Band Snail zur Gruppe gehörten, traten Christian Duss und Willy Vogel bei Auftritten vorwiegend als Duo auf. Nur bei grösseren Auftritten wurde das Duo von einer Band unterstützt. Aufgrund persönlicher Differenzen verliess Willy Vogel Anfang 2009 die Gruppe, seinen Platz nahm Urs Lötscher ein. Zusätzlich wurde, im Wechsel mit Urs Lötscher, Adamo Häller als zweiter Handörgeler ins Team geholt.

## Diskografie

### Alben
| Jahr | Titel                        | Höchstplatzierung, Gesamtwochen, AuszeichnungChartsChartplatzierungen (Jahr, Titel, Platzierungen, Wochen, Auszeichnungen, Anmerkungen) | Anmerkungen |
| Jahr | Titel                        | CH | Anmerkungen |
| ---- | ---------------------------- | --- | ----------- |
| 2004 | Nie me ohni dich             | CH46 (6 Wo.)CH |             |
| 2006 | Aues geili Sieche            | CH30 (6 Wo.)CH |             |
| 2006 | Rock mi                      | CH29 (16 Wo.)CH |             |
| 2007 | Hau rock! Üsi Hits und me    | CH32 (6 Wo.)CH |             |
| 2010 | Lieber en Traktor            | CH24 (10 Wo.)CH |             |
| 2011 | Live                         | CH55 (3 Wo.)CH |             |
| 2012 | Rock mi 2                    | CH14 (8 Wo.)CH |             |
| 2015 | 40 Mega-Hits – 100 % Best of | CH52 (2 Wo.)CH |             |
| 2024 | Weisch du no?                | CH1 (2 Wo.)CH |             |

Weitere Alben
- Immer locker vom Hocker (2014)

## Auszeichnungen
Schweizer Newcomer Mundart Band des Jahres bei Swiss Music Radio
- 2003

Prix Walo in der Kategorie Schlager/Chanson
- 2006

Goldene CD für 15'000 verkaufte Tonträger
- 2007 für das Album Rock mi
- 2009 für das Album Nie me ohni Dich

Finalteilnahmen am GP der Volksmusik
- 2003, 2006, 2007, 2010